# Charles Hays
Charles Hays (2 febbraio 1834 – 24 giugno 1879) è stato un politico statunitense, rappresentante dello stato dell'Alabama presso la Camera dei rappresentanti.

## Biografia
Hays nacque ad "Hays Mount", nella Contea di Greene, in Alabama vicino a Boligee dove completò gli studi preparatori sotto insegnanti privati.
Ha frequentato l'Università della Georgia ad Athens e l'Università della Virginia a Charlottesville.
Era un piantatore di cotone e si dedicò anche ad altre attività agricole prima di diventare delegato alla Convention nazionale democratica di Baltimora nel 1860.
Durante la Guerra Civile fu un maggiore nell'esercito confederato ma tornò in politica dopo la guerra prestando servizio come primo membro della convenzione costituzionale dell'Alabama nel 1867 e poi nel senato di Stato nel 1868.
Hays fu eletto come repubblicano al 41° e nei tre successivi Congressi e ricoprì il ruolo di presidente della commissione per l'agricoltura nel 43°.
Morì nella sua casa, "Myrtle Hall", nella contea di Greene, in Alabama, il 24 giugno 1879 e fu sepolto nel cimitero di famiglia, nella piantagione "Hays Mount".